# Banco Postal
Banco postal é um banco associado a um sistema postal. Exemplos de bancos postais podem ser encontrados na França, Alemanha e no Japão.

## História
A história do banco postal no mundo data de 1861, quando na Grã-Bretanha, o governo local resolveu estender os serviços de poupança ao serviço postal, como forma barata de financiar a dívida pública. Aos poucos, novos negócios foram agregados ao serviço postal como venda de títulos públicos e de guerra, chegando a em 1927 haver 12 milhões de contas abertas, sendo que um em cada quatro britânicos possuíam na época, uma conta poupança no banco postal.

### Brasil
O Banco Postal no Brasil foi criado em 2002. A Empresa Brasileira de Correios e Telégrafos, em parceria com o Banco Bradesco, começou a oferecer diversos serviços bancários, como conta corrente, recebimento de pagamentos de títulos e convênios, cartões de crédito e pagamento de salários e benefícios do Instituto Nacional do Seguro Social. A premissa básica dessa parceria é a inclusão bancária de milhões de brasileiros em localidades onde não havia agências nem correspondentes bancários. Em 31 de maio de 2011, o Banco do Brasil venceu a nova licitação do Banco Postal e assumiu o serviço durante cinco anos e meio, desde 2 de janeiro de 2012.

#### Serviços disponíveis do Banco Postal no Brasil
- Conta-corrente (somente pessoa jurídica)
- Conta-corrente integrada à conta poupança (obrigatório para pessoa física)
- Cartão de crédito
- Empréstimos
- Pagamento de títulos e convênios
- Pagamento de salários e benefícios do INSS

## Curiosidades
- O Japão possui o maior banco postal do mundo em depósitos. Em 2006, estavam depositados em cadernetas de poupança do banco postal japonês (Japan Post Bank) mais de 198 trilhões de ienes (cerca de US$ 1,7 trilhão).[2]